# Cystidia couaggaria
Cystidia couaggaria là một loài bướm đêm trong họ Geometridae.